# Hantzsch-pyrroolsynthese
De Hantzsch-pyrroolsynthese is een organische reactie, waarbij een β-ketoester (1) met ammoniak of een primair amine en met een α-gehalogeneerd keton (2) reageert tot een gesubstitueerd pyrrool (3):
De reactie werd vernoemd naar de Duitse scheikundige Arthur Rudolf Hantzsch.